# アンソニー・ピルキントン
アンソニー・ニール・ジェームズ・ピルキントン（Anthony Neil James Pilkington、1988年6月6日 - ）は、イングランド・ブラックバーン出身の元プロサッカー選手。現役時代のポジションは、ミッドフィールダー。

## 経歴

### クラブ
2014年8月、カーディフ・シティFCに100万ポンドで移籍。契約は3年。
2019年1月10日、ウィガン・アスレティックFCに移籍。
2020年10月17日、イースト・ベンガルFCに移籍。
2021年、フリートウッド・タウンFCに移籍。
2022年10月19日、現役引退を表明した。

### 代表
ピルキントン自身はイングランドで生まれ育ったが、父方の祖母がダブリン出身のためアイルランド共和国代表を選択した。2008年10月に初めてU-21アイルランド代表に招集され、U-21リトアニア代表との試合では印象的なプレーを披露した。 ジョバンニ・トラパットーニ代表監督とマルコ・タルデッリ代表コーチはUEFA EURO 2012参加メンバー選出までピルキントンに注目していることを述べた。2013年1月、A代表初招集。2013年9月にダブリンで開催された2014 FIFAワールドカップ・ヨーロッパ予選・スウェーデン戦に途中出場し初キャップ。試合には1-2で敗れた。
2014年11月、アメリカ合衆国との親善試合で初ゴールを挙げた。

## タイトル
個人
- フットボールリーグ1年間ベストイレブン: 2010-11